# Скальные полёвки
Ска́льные полёвки, или каменные полёвки, или азиатские горные полёвки (лат. Alticola), — род грызунов из семейства хомяковых (Cricetidae).
Мелкие грызуны с длиной тела от 8 до 14 см. Хвост 2—5 см длиной. Верх серого или коричневого цвета, низ белый. Обитают на высоте от 900 до 5 700 м.

## Классификация
Обычно род делят на 3 подрода и 13 видов:
- подрод Alticola
  - Гималайская полёвка (Alticola roylei)
  - Белохвостая полёвка (Alticola albicaudus)
  - Alticola montosa
  - Серебристая полёвка (Alticola argentatus)
  - Тувинская полёвка (Alticola tuvinicus)
  - Ольхонская полёвка (Alticola olchonensis)
  - Хангайская полёвка (Alticola semicanus)
  - Гоби-алтайская полёвка (Alticola barakshin)
  - Центральноазиатская полёвка (Alticola stoliczkanus)
- подрод Platycranius
  - Плоскочерепная полёвка (Alticola strelzowi)
- подрод Aschizomys
  - Большеухая полёвка (Alticola macrotis)
  - Лемминговая полёвка (Alticola lemminus)